# Franz Ferdinand (formație)
Franz Ferdinand este o trupă scoțiană de indie rock și post-punk, formată în Glasgow în anul 2002. Formația este compusă din Alex Kapranos (solist vocal și chitară), Bob Hardy (chitară bas), Nick McCarthy (chitară ritmică, clape și voce de fundal) și Paul Thomson (baterie, percuție și voce de fundal). Julian Corrie (clape, chitară principală, voce de fundal) și Dino Bardot (chitară ritmică, voce de fundal) s-au alăturat trupei în 2017, după ce McCarthy a plecat în anul precedent și Audrey Tait (tobe, percuție) s-au alăturat trupei după ce Thomson a plecat în 2021.

## Discografie
Albume de studio
- Franz Ferdinand (2004)
- You Could Have It So Much Better (2005)
- Tonight: Franz Ferdinand (2009)
- Right Thoughts, Right Words, Right Action (2013)
- Always Ascending (2018)
- The Human Fear (2025)

## Premii
| An   | Premiu              | Categorie                                  |
| ---- | ------------------- | ------------------------------------------ |
| 2004 | Mercury Prize       | Mercury Prize                              |
| 2004 | Ivor Novello Award  | Ivor Novello Award                         |
| 2004 | NME Awards          | Philip Hall Radar Award                    |
| 2004 | MTV Awards          | Breakthrough Video Award (Take Me Out)     |
| 2004 | Q Awards            | Best Video (Take Me Out)                   |
| 2005 | BRIT Awards         | Best Group                                 |
| 2005 | BRIT Awards         | Best British Rock Act                      |
| 2005 | NME Awards          | Best Track (Take Me Out)                   |
| 2005 | NME Awards          | Best Album (Franz Ferdinand)               |
| 2005 | Meteor Music Awards | Best International Group                   |
| 2005 | Meteor Music Awards | Best International Album (Franz Ferdinand) |
| 2006 | NME Awards          | Best Live Band                             |